# 薩凱泰
6°44′11″N 2°39′29″E / 6.73639°N 2.65806°E

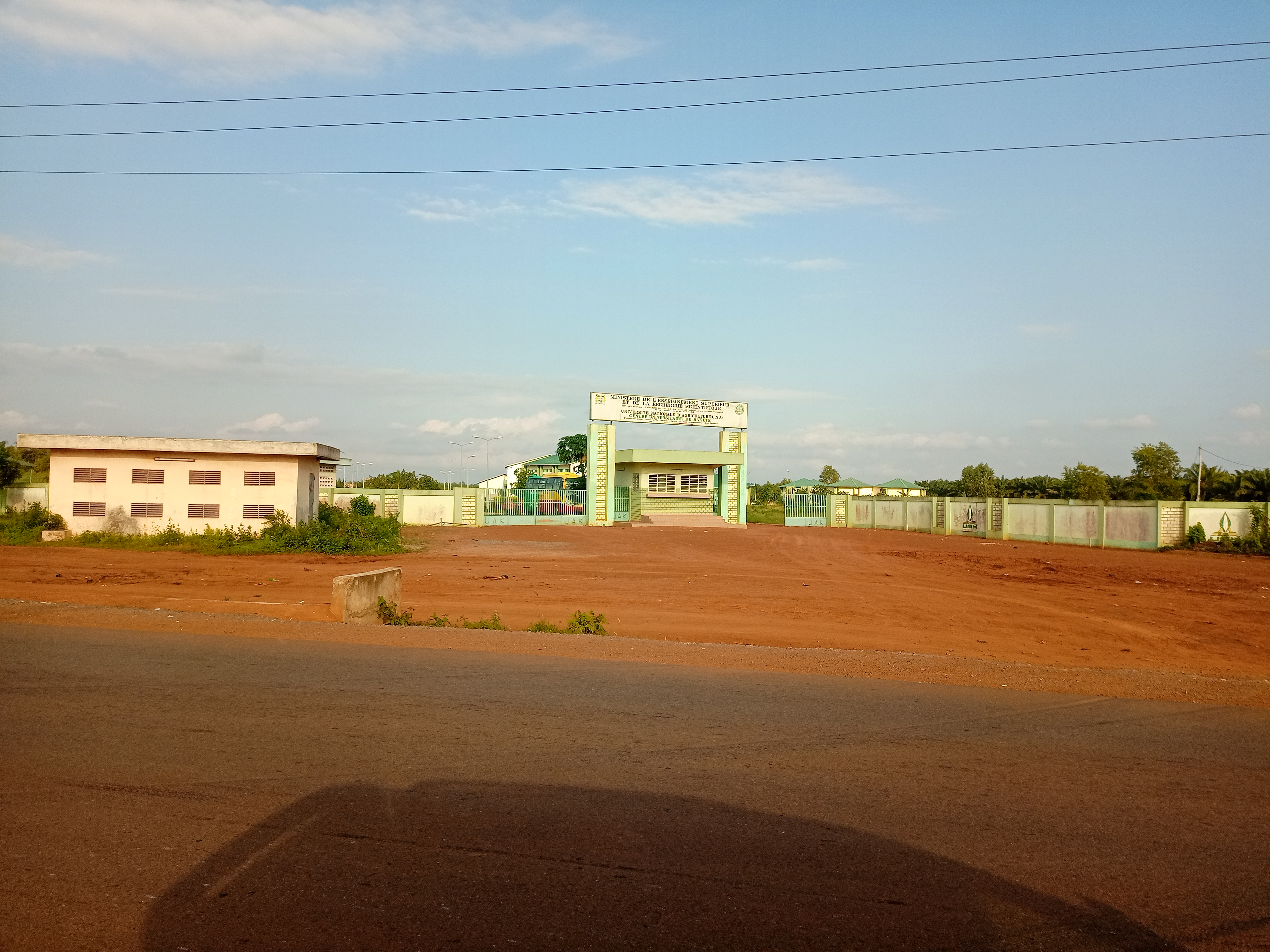
薩凱泰

薩凱泰（法語：Sakété），是貝寧的城鎮，位於該國東南部，由高原省負責管轄，面積432平方公里，海拔高度143米，2013年該城鎮人口114,207，人口密度每平方公里264人。